# Kościół św. Antoniego z Padwy w Radziwiłłowie
Kościół św. Antoniego z Padwy w Radziwiłłowie – rzymskokatolicki kościół parafialny należący do dekanatu Wiskitki diecezji łowickiej. Autorem projektu był Teodor Talowski. 

## Historia
Kościół został ufundowany przez hrabiów Emilię i Feliksa Sobańskich z okazji ich złotych godów. Powstał w Radziwiłłowie, ponieważ władze carskie nie zgodziły się na wybudowanie go w Guzowie. Autorem projektu był Teodor Talowski. Budowę rozpoczęto w 1905 roku, a poświęcił ją w 1907 roku dziekan dekanatu łowickiego, prałat archidiakon Kapituły Łowickiej ks. Andrzej Retke (1851–1907).  
W 1920 Feliks Sobański (wnuk fundatora) przekazał kościół wraz z przylegającymi budynkami i ziemią Zgromadzeniu Zmartwychwstania Pańskiego. 1 stycznia 1923 arcybiskup metropolita warszawski Aleksander Kakowski erygował przy nim parafię na mocy dekretu z 29 listopada 1922 i oddał ją pod wieczysty zarząd Zmartwychwstańców. 
W 1917 roku spłonęła wieża. Odbudowano ją w 1923 roku. W 1929 zakupiono żyrandol..

## Architektura
Kościół neogotycki z czerwonej cegły, nietynkowany z elementami detalu neoromańskiego (portal). W tympanonie widnieje napis: „Przyjdź Królestwo Twoje”. Fasada posiada rozetę promienistą, nad którą ustawiono pełnoskalowe figury Chrystusa i Madonny. Nad kompozycją góruje krucyfiks (replika dzieła Stwosza z kościoła Mariackiego).